# Musée Ludwig

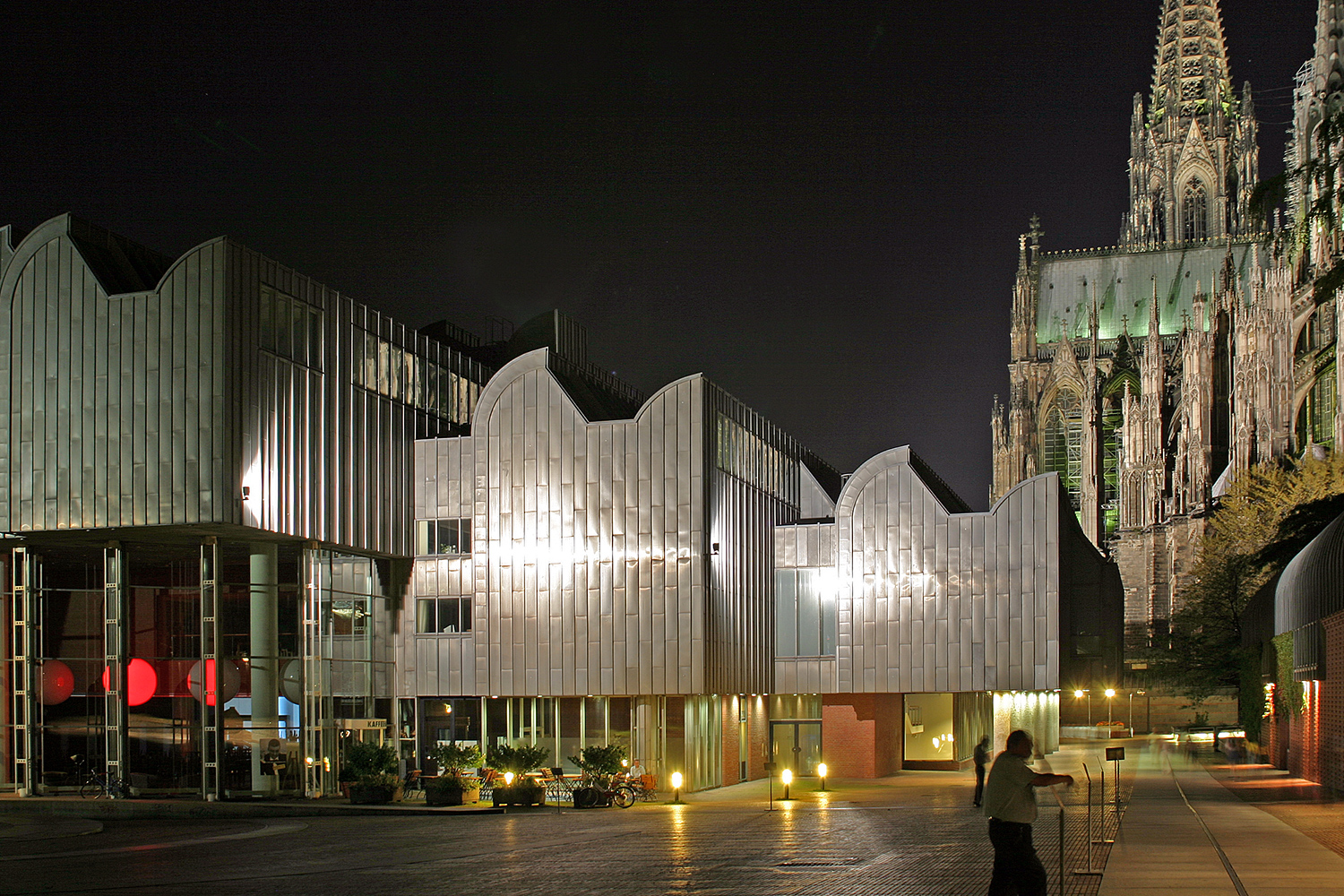
Le musée Ludwig de nuit

Le musée Ludwig (Museum Ludwig) est l'un des plus importants musées de Cologne, en Allemagne. Il contient une grande variété d'œuvres du XXe siècle, concernant le Pop art, la photographie à l'art abstrait ou au surréalisme. Il possède également l'une des plus importantes collections des tableaux de Pablo Picasso en Europe.

## Collections
- La collection Gruber
  - Brian Brake (en)
  - Chargesheimer
  - Hugo Erfurth
  - Kishin Shinoyama
  - Irving Penn
  - Jan Dibbets
  - Jean Dieuzaide
  - László Moholy-Nagy
  - Franco Fontana
  - Philippe Halsman

Les autres artistes :

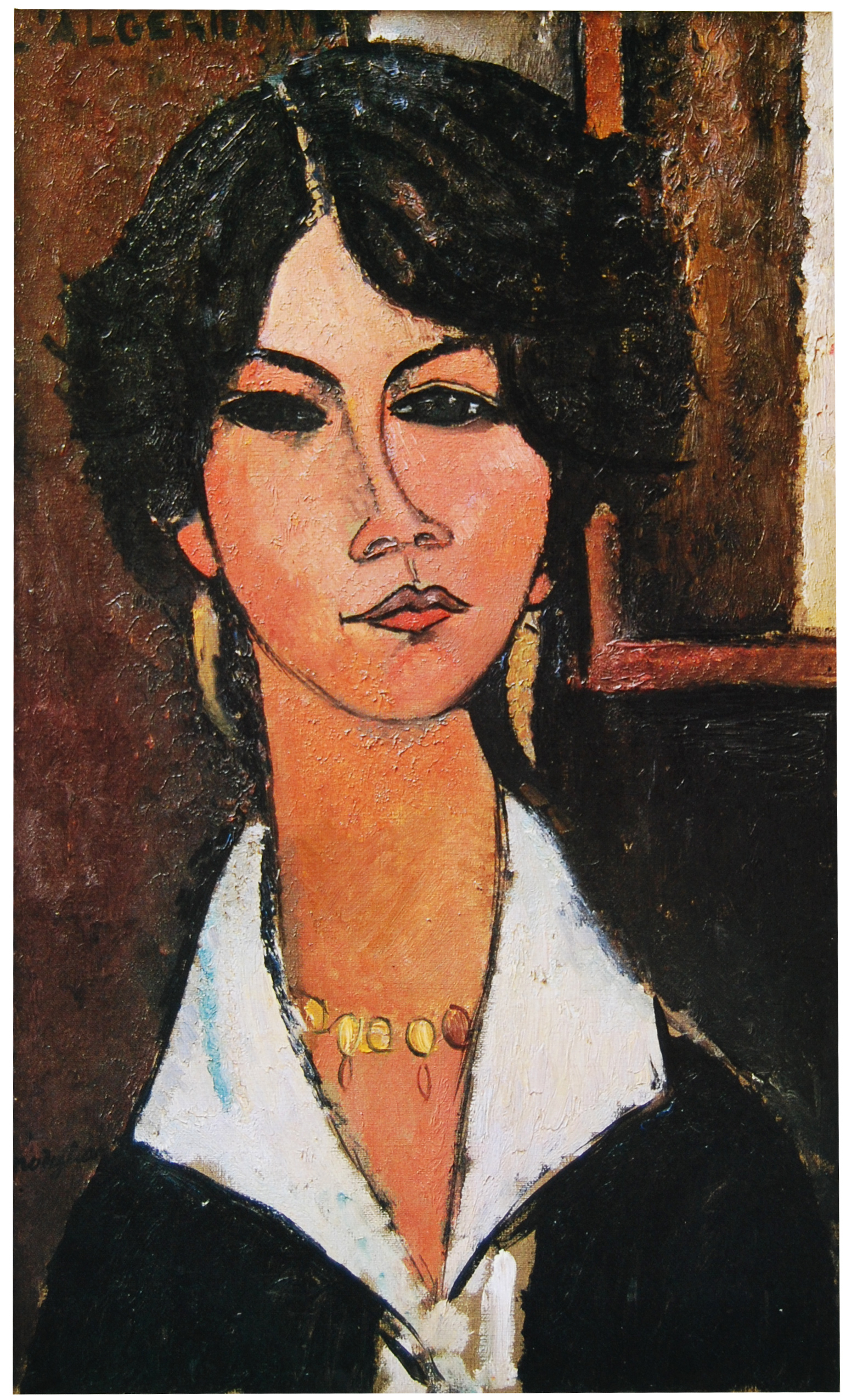
L'Algérienne, par Amedeo Modigliani (1917).

- Pierre Alechinsky : Coupe sombre (1968).
- Josef Albers : Green Scent (1963).
- Georges Autard.
- Georg Baselitz : Die grosse Nacht im Eimer / La grande nuit est fichue (1962-1963), Die grossen Freunde / Les grands amis (1965), Die Peitschenfrau / La femme au fouet (1965), Der Wald auf dem Kopf / La forêt sur la tête (1969), Modell für eine Skulptur / Modèle pour une sculpture (1980), Pastorale (Die Nacht)/Pastorale (La nuit) et Pastorale (Der Tag)/Pastorale (Le jour) (1985-1986), Die letzte Kurt, Kurt, Kurt / La dernière Kurt, Kurt, Kurt (1991).
- Jean-Charles Blais : courir... (1985)
- Peter Blake : ABC Minors (1955), Bo Diddley (1963).
- Alex Colville : Station service / Truck stop (1956).
- Otto Dix : Bildnis des Dr. Hans Koch (1921), Vorstadtszene (1922), Mädchen mit rosa Bluse (1923), Bildnis Frau Dr. Koch (1923), Bildnis des Dichters Thedor Däubler (1927), Selbstbildnis (1931).
- Marcel Duchamp : Roue de bicyclette (réplique de 1963).
- Max Ernst : Au rendez-vous des amis (1922).
- Marisol Escobar : La Visite.
- Richard Estes : Food Shop / Snack-bar (1967).
- Nathalie Gontcharoff : Nature morte à la peau de tigre (1908), Portrait de Larionov (1913), Vendeuse d'oranges (1916).
- Richard Hamilton : My Marilyn (paste-up) (1964).
- David Hockney : Sunbather / Bain de soleil (1966).
- Duane Hanson : Woman with a Purse / Femme au sac en bandoulière (1974).
- Gottfried Helnwein
- Jasper Johns : Untitled (1972).
- Allen Jones : Figure Falling / Chute (1964), Perfect Match / Partenaire idéale (1966-1967).
- Edward Kienholz : Night of Nights / Nuit des nuits (1961), The Portable War Memorial / Monuments aux morts portable (1968).
- Roy Lichtenstein : Takka-Takka (1962), Mad Scientist / Le savant fou (1963), M-Maybe / P-Peut-être (1965), Explosion n° 1 (1965), Study for Preparedness / Étude pour Disponibilité (1968), Red Barn II / Grange rouge II (1969), Landscape with Figures and Rainbow / Paysage avec figures et arc-en-ciel (1980).
- August Macke
- Kazimir Malevitch
- Henri Matisse : Jeune Fille assise (vers 1909).
- Amedeo Modigliani : L'Algérienne (1917).
- László Moholy-Nagy : Grau-Schwarz-Blau / Gris-Noir-Bleu (1920), Auf weissen Grund / Sur fond blanc (1923).
- Otto Mueller : Zwei weibliche Akte / Deux nus féminins (1919)[1].
- Kenneth Noland : Provence (1960), Shadow Line / Ligne d'ombre (1967).
- Claes Oldenburg : The Street / La rue (1960), Success Plant / Félicitations pour l'avancement (1961), White Shirt with Blue Tie / Chemise blanche et cravate bleue (1961), Green Legs with Shoes / Jambes vertes avec chaussures (1961), Restaurant Objects (Ghost Dinner) / Objets de restaurants (le repas fantômatique) (1964), Soft Washstand (Ghost version) / Lavabo mou (version tissu) (1965), Bathtub (Hard Model) / Baignoire (version dure) (1966).
- Eduardo Paolozzi : The Last of the Idols (1963).
- Pablo Picasso
- Anne et Patrick Poirier : Aussée, la ville noire (1975).
- Robert Rauschenberg : Odalisque (1955-1958), Allegory / Allégorie (1959-1960), Wall Street (1961), Black Market / Marché noir (1961), Axle / Axe (1964), Bible Bike (Borealis) (1991).
- Gerhard Richter : Ema - Akt auf einer Treppe / Ema - Nu dans un escalier (1966), 48 Porträts / 48 Portraits (1971-1972), Abstrakt Nr. 599 / Abstrait n° 599 (1986)
- James Rosenquist : Rainbow / Arc-en-ciel (1961), Untitled (Joan Crawford says...) / Sans titre (Joan Crawford dit...) (1964), Horse blinders / Œillères pour cheval (1968-1969), Starthief / Voleur d'étoiles (1980).
- Nicolas Schöffer : Chronos 5 (1960).
- George Segal : Woman washing her Feet in a Sink / Femme se lavant les pieds dans un lavabo (1964-1965), The Restaurant Window I / La fenêtre du restaurant I (1967).
- Nina Sergueieva
- Pierre Soulages : Peinture 92 x 65,5 cm, 22 novembre 1952, Peinture 195 x 130 cm, 14 mars 1955.
- Nikolaï Souetine
- Frank Stella : Seven Steps (1959), Ctesiphon III (1968), Bonin Night Heron No. 1 (1976).
- Alexi von Jawlensky
- Wolf Vostell : Coca-Cola, Dé-coll/age (1961), Hommage to Henry Ford and Jaqueline Kennedy (1967), Miss America (1968).
- Andy Warhol : Two Dollars Bills (Front and Rear) / 80 billets de deux dollars (recto et verso) (1962), 129 Die in Jet (Plane Crash) / 129 morts (catastrophe aérienne) (1962), Close Cover before Striking (Pepsi-Cola) / Refermer avant d'allumer (Pepsi Cola) (1962), Do it Yourself (Landscape) / Modèle pour peintres amateurs(paysage) (1962), Two Elvis / Double Elvis (1963), Red Race Riot / Émeute raciale rouge (1963), Boxes / Boîtes (1964), Flowers / Fleurs (1964).
- Tom Wesselmann : Bathtub 3 / Baignoire 3 (1963), Landscape No.2 / Paysage n° 2 (1964), Great American Nude / Grand nu américain (1967).
- Tadashi Yamaneko : The Spirit of Shinjuku (1998)

## Galerie d'œuvres

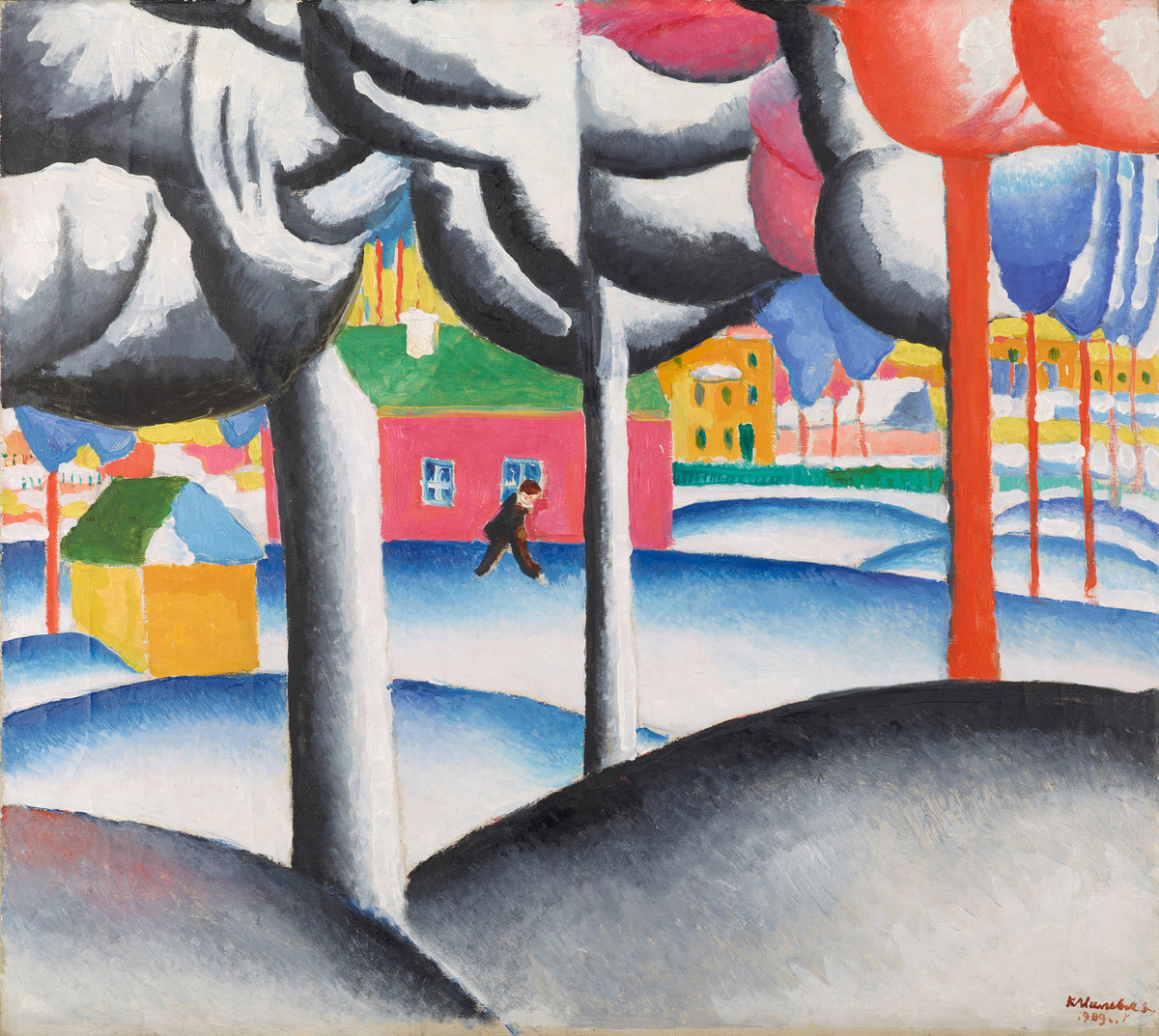
Kazimir Malevitch, Landscape (of Winter), 1909.
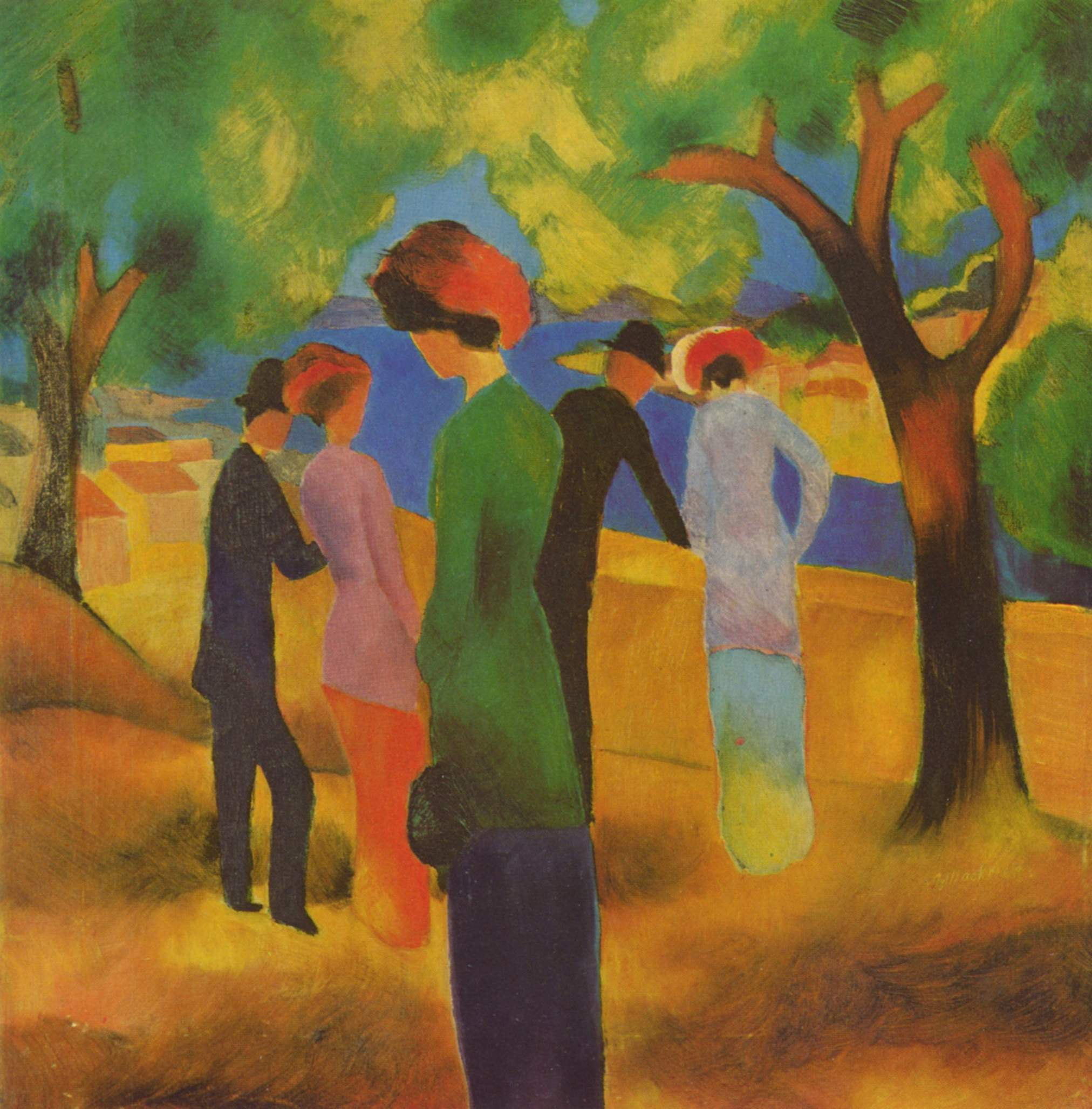
August Macke, Dame in grüner Jacke (Femme à la veste verte), 1913.
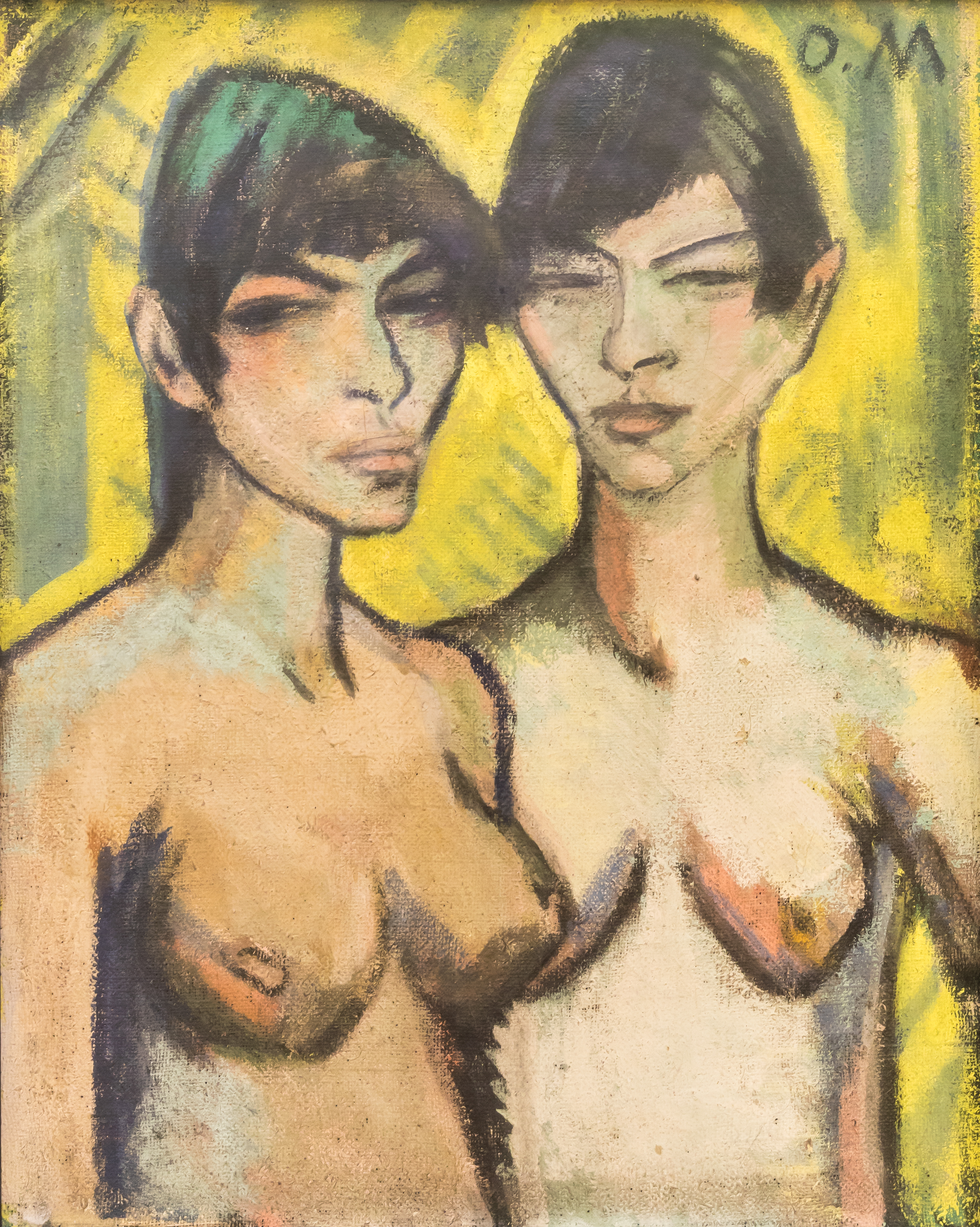
Otto Mueller, Zwei weibliche Akte (Deux nus féminins), 1919.
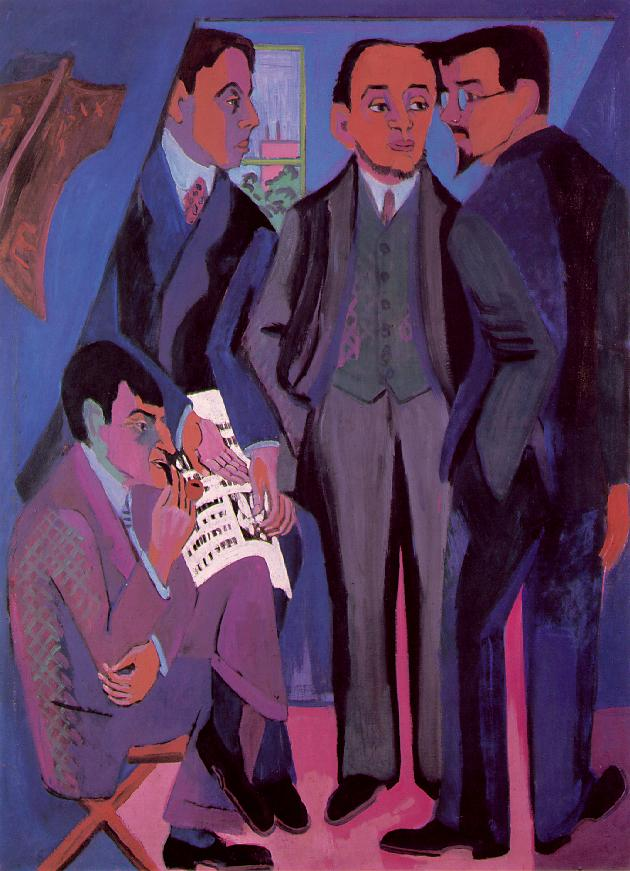
Ernst Ludwig Kirchner, Eine Künstlergemeinschaft (Un groupe d'artistes), 1927.